# Ozuna
Ozuna, pseudonimo di Juan Carlos Ozuna Rosado (San Juan, 13 marzo 1992), è un cantante, rapper e attore portoricano.
Acclamato dalla critica come il "Nuovo re del reggaeton", è vincitore di due Latin Grammy Awards e detentore del record di vittorie in una sola premiazione ai Billboard Latin Music Award, con undici vittorie.
Con una vendita globale di 20 milioni di copie tra singoli e album, Ozuna riscuote successo con il suo primo album in studio, Odisea (2017), che risulta ad oggi l'album con il maggior numero di settimane alla prima posizione della US Top Latin Albums Chart. Successivamente pubblica Aura (2018) e Nibiru (2019), raggiungendo anche in questo caso la prima posizione della classifica. Grazie alle collaborazioni con numerosi artisti, fra cui J Balvin, Selena Gomez, Cardi B, Farruko, Daddy Yankee e Wisin & Yandel, il cantante è presente nelle hit Taki Taki, Baila Baila Baila, X (Remix), Te boté e Me Niego.
Nel dicembre 2019 diviene l'artista con il maggior numero di visualizzazioni sulla piattaforma YouTube con oltre 1 miliardo di visualizzazioni.
Parallelamente ha intrapreso la carriera da attore prendendo parte a film in lingua spagnola e al nono capitolo di Fast and Furious.

## Biografia
Juan Carlos Ozuna Rosado nasce a San Juan, Porto Rico il 13 marzo 1992, da padre dominicano e madre portoricana. Quando aveva 3 anni spararono al padre, e poiché sua madre non poteva tenerlo a causa di problemi finanziari, viveva gran parte del tempo con sua nonna. Sin dalla tenera età ha avuto una passione per il genere urbano e all'età di dodici anni ha iniziato a comporre canzoni. Nel 2010, si trasferì a New York dove visse per 3 anni. È stato descritto come un "tipico boricua di sangue domenicano" e ha espresso il suo interesse di andare a vivere in Repubblica Dominicana una volta ritirato dalla musica.

### 2012-2016: Inizi musicali
Nel 2014, firmò un contratto con la casa discografica Golden Family Records, e iniziò a pubblicare le sue interpretazioni su Instagram. 
L'anno seguente ottenne riconoscimento in America Latina con i singoli come "Si no te quiere", è realizzò vari concerti in America del Sud.
Divenne famoso nel 2016 quando collaborò nel singolo "La ocasión" di
DJ Luian e Mambo Kingz con la collaborazione di Anuel AA e De la Ghetto, che si posizionò al 22º posto della lista Hot Latin Songs. 
A settembre dello stesso anno lanciò il singolo "Si no te quiere", che si posizionò al 13º posto della medesima lista. Anche i suoi singoli «Si tu marido no te quiere» e «En la intimidad» occuparono le prime 30 posizioni della lista.
Per i suoi risultati su Billboard ha ricevuto una nomination nella categoria di debutto dell'anno al Billboard Latin Music Awards del 2017.

### 2017:Odisea
Il 25 agosto 2017, la sua casa discografica Dímelo VI lanciò il suo album di debutto, Odisea sotto la distribuzione di Sony Music Latin, che conteneva collaborazioni con De La Ghetto, Anuel AA, J Balvin e altri artisti. L'album si trovava nella top della lista Top Latin Albums. A settembre 2017, Ozuna aveva raggiunto diciannove posizioni nella lista.

### 2018-presente: Aura, Enoc e debutto cinematografico
In collaborazione con Anouar Ozuna ha creato l’album Aura.
Il 24 luglio 2020 pubblica il singolo Gistro amarillo insieme a Wisin, presente nell'album Enoc. Il 9 ottobre è stato inoltre pubblicato il singolo Del mar, che vede la collaborazione di Sia e Doja Cat.

## Vita privata
È sposato con Tania Meléndez, con cui ha due figli: Sofía Ozuna (nata nel 2014) e Juan Andrés Ozuna (nato nel 2016).

## Discografia

### Album in studio
- 2017 – Odisea
- 2018 – Aura
- 2019 – Nibiru
- 2020 – Enoc
- 2021 – Los dioses (con Anuel AA)
- 2022 – Ozutochi
- 2023 – Cosmo

### Singoli
- 2016 – Hello (con Karol G)
- 2017 – Criminal (con Natti Natasha)
- 2018 – Me niego (con i Reik e Wisin)
- 2018 – Te Boté (Remix) (con Nio García, Darell e Casper Magico, feat. Bad Bunny e Nicky Jam)
- 2018 – Taki Taki (feat. DJ Snake, Cardi B e Selena Gomez)
- 2019 – Baila baila baila (solo o con Ala Jaza o Remix feat. Daddy Yankee, J Balvin, Farruko e Anuel AA)
- 2019 – China (feat. Anuel AA, Daddy Yankee, Karol G e J Balvin)
- 2019 – Otro Trago (Remix) (feat. Sech, Darell, Nicky Jam e Anuel AA)
- 2019 – Yo x ti, tú x mí (con Rosalía)
- 2020 – Mamacita (con Black Eyed Peas e J. Rey Soul)
- 2020 – Caramelo (solo o con Karol G e Myke Towers)
- 2020 – Del mar (con Doja Cat e Sia)
- 2020 – No Drama (con Becky G)
- 2021 – Aquí (con AriBeatz e Soolking o remix con Morad)
- 2021 – Another Day in America (con Kali Uchis)
- 2022 – Santo (con Christina Aguilera)
- 2022 – Apretaito
- 2022 – Crazy (con Dímelo Flow, Wisin, Arcángel, Lenny Tavárez e Jay Wheeler)
- 2022 – Nos Comemos (con Tiago PZK)
- 2022 – Somos Iguales (con Tokischa)
- 2022 – Arhbo (con Gims)
- 2022 – La copa
- 2022 – Culpable los dos (con Wisin & Yandel)
- 2022 – Te pienso
- 2022 – 4:22 (con Danny Ocean)
- 2022 – Hey mor (con Feid)
- 2022 – Mañana
- 2022 – Un Reel (con Tini)
- 2022 – Monotonía (con Shakira)
- 2022 – Chao Bebe (con Ovy on the Drums)
- 2023 – Quien Va a Frontiar (con Yovngchimi o remix con Juanka, Hades66, Ankhal e Dei V)
- 2023 – La Single (con Juanka e Brray)
- 2023 – Chill Conmigo
- 2023 – Mirage (AriBeatz feat. Ozuna, Sfera Ebbasta e Gims)
- 2023 – Whiskey y Coco (Remix) (feat. Justin Quiles e Myke Towers)
- 2024 – Guay (con Bad Gyal)
- 2025 – Mas Que Tu (con Kapo)

## Filmografia

### Cinema
- Qué León (2018)
- Tom & Jerry, regia di Tim Story (2021)
- Fast & Furious 9 - The Fast Saga (F9: The Fast Saga), regia di Justin Lin (2021)

## Tournée
- 2017 – Odisea World Tour
- 2018/19 – Aura Tour
- 2020 – Nibiru World Tour
- 2022 – Ozutochi World Tour